# Mario Hiriart
Mario Hiriart (ur. 23 lipca 1931 w Santiago, zm. 15 lipca 1964 w Milwaukee) – chilijski sługa Boży Kościoła katolickiego, inżynier.

## Życiorys
Mario Hiriart urodził się 23 lipca 1931 roku w szpitalu del Salvador w czasie trwania strajku przeciwko rządom generała Carlosa Ibanez del Campo. Po jego urodzeniu wykryto dwa guzy, które lekarze zdiagnozowali jako mięśniaki. Przeszedł wiele różnych zabiegów chirurgicznych. W 1948 roku wstąpił na wydział inżynierii Uniwersytetu Katolickiego w Chile, a w 1954 roku rozpoczął pracę w korporacji rozwoju produkcji. W 1957 roku zrezygnował z pracy. W 1960 roku zaczął odczuwać objawy choroby; po badaniach zdiagnozowano u niego nowotwór mózgu. Zmarł 15 lipca 1964 roku w opinii świętości. W 1994 roku rozpoczął się jego proces beatyfikacyjny.